# Laurice Schehadé
Laurice Schehadé est une romancière libanaise de famille orthodoxe grecque aristocratique francophone, née en 1908 ou 1912 et morte en 2009.
Née en Égypte de parents libanais francophones, elle a fait ses études à Beyrouth. En 1934, elle épouse un diplomate italien, le marquis Giorgio Benzoni, rencontré à Damas, et dès lors vit à l'étranger où elle le suit, à Sarajevo, en Pologne, en Tchécoslovaquie, à Paris et en Hollande. Elle est la sœur du poète et dramaturge Georges Schehadé.
Elle a publié, en plaquettes à petits tirages, essentiellement aux Éditions GLM, des fictions intimistes largement autobiographiques, où elle revient inlassablement sur son passé et exprime, en une langue poétique fluide, sa nostalgie du Liban et du paradis perdu de l'enfance. Plusieurs de ces textes courts ont été recueillis en 1999 sous le titre Les Livres d'Anne  (ISBN 2-84289-279-8).

## Œuvres
- Journal d'Anne Éditions GLM (1947)
- Récit d'Anne Éditions GLM (1950)
- Le temps est un voleur d'images Éditions GLM (1952). Ill. : Valentine Hugo.
- La Fille royale et blanche Éditions GLM (1953).
- Fleurs de chardon Éditions GLM (1955)
- Portes disparues Éditions GLM (1956)
- Jardins d'orangers amers Éditions GLM (1959)
- Les Grandes horloges Éditions Julliard (1961)
- Le Batelier du vent Éditions GLM (1961)
- J'ai donné au silence ta voix Éditions GLM (1962)
- Du ruisseau de l'aube Éditions GLM (1966)
- Le livre d'Anne (1952-1966) Éditions GLM (1968)
- Un jeu d'enfant (2000)
- Les larmes ont la couleur de l'eau (2004)